# Rohovce
Rohovce (bis 1948 slowakisch „Veľká Sarva“; ungarisch Nagyszarva) ist eine Gemeinde im Südwesten der Slowakei mit 1073 Einwohnern (Stand 31. Dezember 2024). Sie gehört zum Okres Dunajská Streda, einem Teil des Trnavský kraj.

## Geographie
Die Gemeinde befindet sich auf der Großen Schüttinsel, einem Teil des slowakischen Donautieflands nahe dem Hauptkanal des Donau-Wasserkraftwerks Gabčíkovo. Das Gemeindegebiet ist eben mit fruchtbaren Böden. Das Ortszentrum liegt auf einer Höhe von 123 m n.m. und ist acht Kilometer von Šamorín sowie 16 Kilometer von Dunajská Streda entfernt.
Nachbargemeinden sind Trnávka im Norden, Blatná na Ostrove im Nordosten und Osten, Horný Bar im Südosten, Vojka nad Dunajom im Süden, Kyselica im Südwesten und Báč im Westen.

## Geschichte

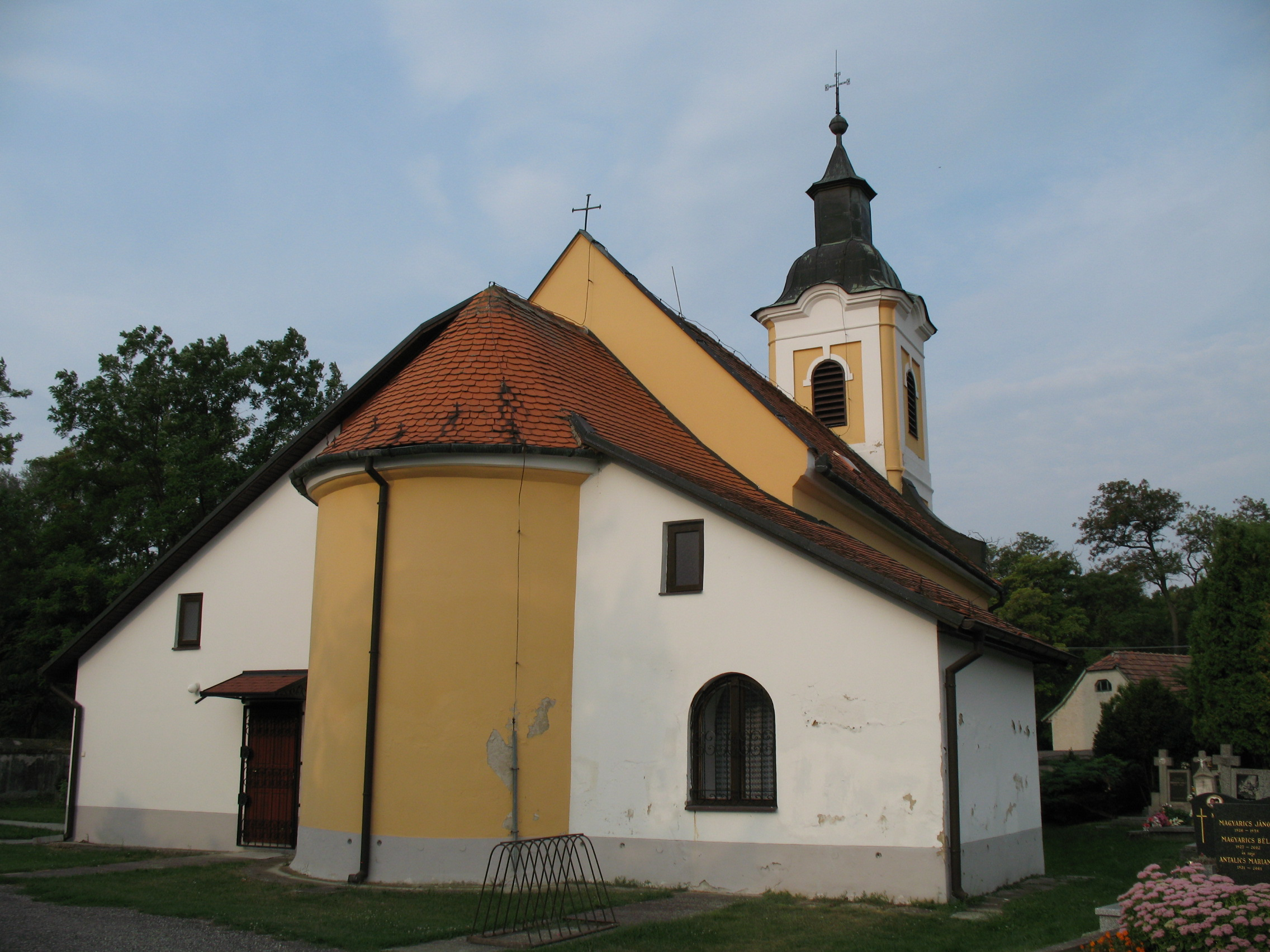
Kirche

Rohovce wurde zum ersten Mal 1250 als Zarva schriftlich erwähnt, im Mittelalter kommt zudem der Name Sanctus Andreas (1309) vor. Das Dorf gehörte zu verschiedenen Adelsgeschlechtern: im Mittelalter wohnten hier die Grafen von St. Georgen und Bösing. Aus dem niederen Adel waren es die Familien Sárkány, Illésházy, Batthyány und Pongrácz. Die erstgenannte baute im 15. Jahrhundert eine Wasserburg, die 1570 und schließlich 1730 ihr heutiges landschlossartiges Aussehen erhielt.
Bis 1919 gehörte der im Komitat Pressburg liegende Ort zum Königreich Ungarn und kam danach zur Tschechoslowakei beziehungsweise heute Slowakei. Auf Grund des Ersten Wiener Schiedsspruchs lag er 1938–45 noch einmal in Ungarn.
Der ungarische Name Nagyszarva bedeutet wörtlich „Großes Horn“. 1948 wurde der vom Ungarischen abgeleitete Name Veľká Sarva in Rohovce (bedeutet etwa „Horn-Dorf“) geändert.

## Bevölkerung
| Jahr                | 1994 | 2004    | 2014     | 2024     |
| ------------------- | ---- | ------- | -------- | -------- |
| Anzahl der Personen | 1018 | 1074    | 1215     | 1073     |
| Unterschied         |      | +5,50 % | +13,12 % | −11,68 % |

| Jahr                | 2023 | 2024    |
| ------------------- | ---- | ------- |
| Anzahl der Personen | 1082 | 1073    |
| Unterschied         |      | −0,83 % |

Nach der Volkszählung 2011 wohnten in Rohovce 1192 Einwohner, davon 852 Magyaren, 204 Slowaken, sieben Roma, fünf Tschechen, drei Russen und ein Ukrainer; fünf Einwohner waren anderer Ethnie. 115 Einwohner machten keine Angabe. 895 Einwohner bekannten sich zur römisch-katholischen Kirche, 24 Einwohner zur evangelischen Kirche A. B., 19 Einwohner zur reformierten Kirche, vier Einwohner zur griechisch-katholischen Kirche und drei Einwohner zur orthodoxen Kirche; fünf Einwohner waren anderer Konfession. 100 Einwohner waren konfessionslos und bei 142 Einwohnern ist die Konfession nicht ermittelt.
Ergebnisse der Volkszählung 2001 (1037 Einwohner):
| Nach Ethnie: - 87,66 % Magyaren - 11,57 % Slowaken - 0,29 % Tschechen - 0,10 % Mährer - 0,10 % Roma - 0,10 % Ukrainer | Nach Konfession: - 86,50 % römisch-katholisch - 10,70 % konfessionslos - 0,96 % evangelisch - 0,10 % keine Angabe - 0,10 % orthodox |

## Bauwerke
- römisch-katholische Andreaskirche aus dem 13. Jahrhundert, ursprünglich romanisch, im 15. Jahrhundert gotisch gestaltet und schließlich im 18. Jahrhundert barockisiert
- Landschloss im Barockstil mit einem Park